# Timofej Mozgov
Timofej Pavlovič Mozgov (in russo Тимофей Павлович Мозгов?; Leningrado, 16 luglio 1986) è un ex cestista russo.

## Caratteristiche tecniche
Giocava come centro ed era un buon rimbalzista.

## Carriera

### Europa: LenVo San Pietroburgo (2003-2006) e Khimki (2006-2010)
Durante i primi anni da professionista gioca nel LenVo San Pietroburgo, squadra in cui ha giocato anche nelle giovanili.
Dal 2006 al 2010 milita nel campionato russo con la maglia del Chimki Mosca, con il quale vince una Coppa di Russia nel 2008. Sempre nel 2008 si candidò per il Draft NBA in cui non venne selezionato da nessuna squadra.

### NBA (2010-2019)

#### New York Knicks (2010-2011)
Nell'estate del 2010 Mozgov approdò nella NBA firmando un contratto di tre anni per 9,7 milioni di dollari con i New York Knicks. A New York Mozgov non riuscì a imporsi in quanto venne ceduto dopo pochi mesi e 34 partite giocate, segnalandosi solo in un'occasione in cui il pubblico dei Knicks intonò per lui il coro "Mozgov! Mozgov!" in occasione della sfida vinta per 124-106 contro i Detroit Pistons in cui mise a referto una doppia doppia con 23 punti e 14 rimbalzi. Oltre che per quella partita si fece notare anche il 20 novembre 2010 quando il 21enne rookie (all'epoca in forza ai Los Angeles Clippers) Blake Griffin gli schiacciò in testa.

#### Denver Nuggets (2011-2015)
Il 21 febbraio 2011 passò ai Denver Nuggets (in una trade a tre squadre che ha visto coinvolti anche i Minnesota Timberwolves) assieme a Raymond Felton, Danilo Gallinari, Wilson Chandler, Kosta Koufos (oltre a 3 future scelte e 3 milioni di dollari) nell'ambito di un maxi scambio con i New York Knicks. Alla franchigia della Grande Mela vennero spediti Chauncey Billups, Anthony Carter, Renaldo Balkman, Carmelo Anthony e Shelden Williams.
A Denver, al contrario che a New York, si impose negli anni affermandosi come centro titolare della squadra.
Il 10 aprile 2014 mise a segno una doppia doppia da 23 punti e 29 rimbalzi contro i Golden State Warriors, la sua miglior prestazione in NBA.

#### Cleveland Cavaliers (2015-2016)

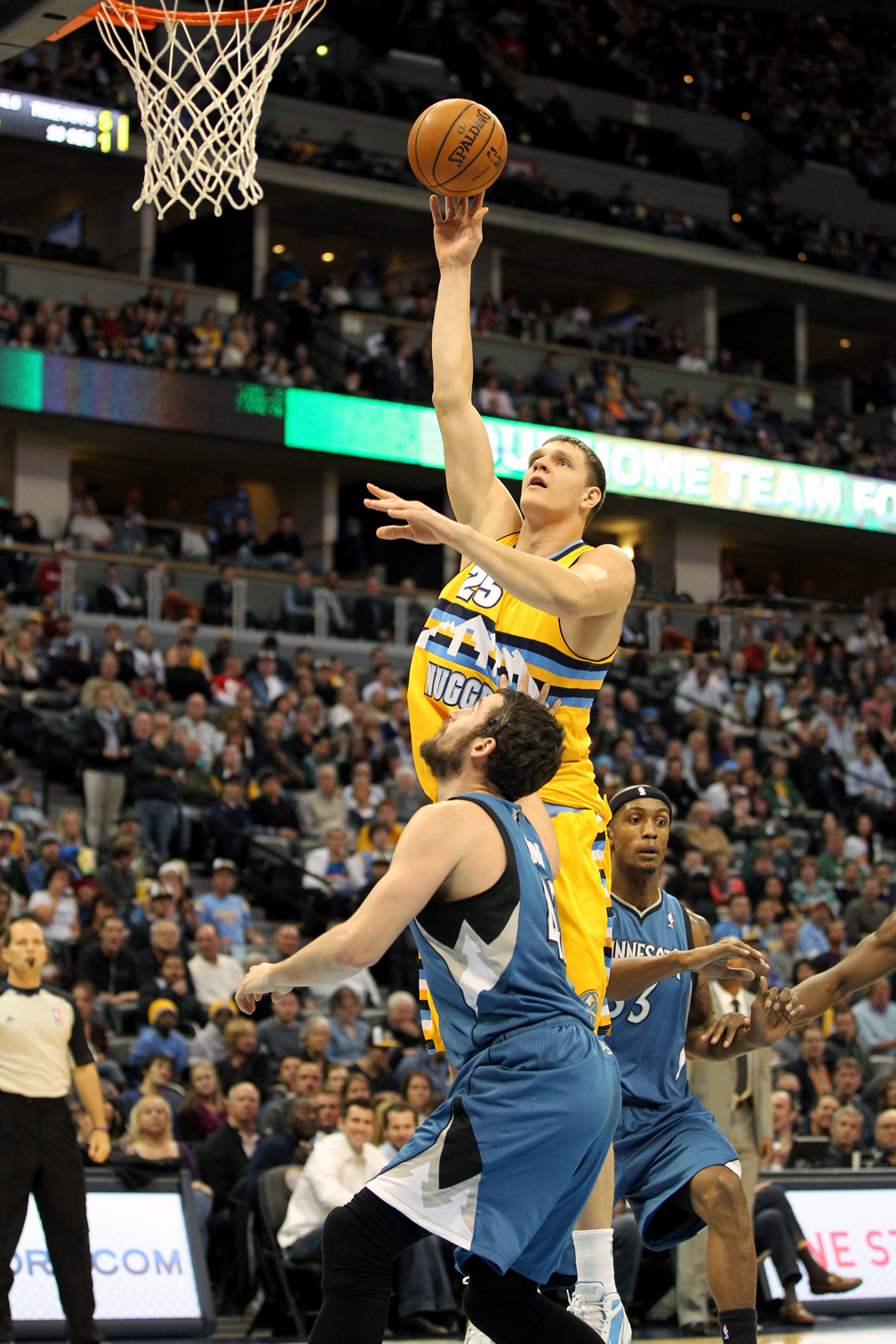
Mozgov a Denver mentre va a canestro. Sotto di lui Kevin Love, suo futuro compagno di squadra ai Cleveland Cavaliers

L'8 gennaio 2015 passa via trade ai Cleveland Cavaliers. A Cleveland ritrovò David Blatt, suo allenatore nella nazionale russa dal 2009 al 2012. Diventa subito il centro titolare dei Cavs giocando 46 partite in RS, di cui 45 da titolare. Nei play-off invece ne disputa 20 e tutte nel quintetto base. Nella post-season la franchigia dell'Ohio arriva alle NBA Finals dove sfida i Golden State Warriors. L'11 giugno 2015 realizza 28 punti in gara 4 contro i gialloblù realizzando il suo career high per punti nei Playoffs (ed esattamente come il 10 aprile 2014 mette a segno il suo record contro i Golden State Warriors). Tuttavia alla fine della serie nonostante le buone prestazioni del russo e quelle super di LeBron James (la stella della squadra) furono gli Warriors ad avere la meglio, vincendo la serie per 4-2. Mozgov fu comunque (anche per via delle assenze per infortunio di Kyrie Irving e Kevin Love) il secondo miglior marcatore della squadra nel corso della serie, segnando il proprio career high di punti mettendone a referto 28 in gara-4.
Il 24 giugno 2015 la dirigenza dei Cleveland Cavaliers esercitò l'opzione sul contratto di Mozgov facendo sì che il centro russo rimanesse in Ohio per un altro anno.
Tuttavia questa stagione a differenza dell'altra per Mozgov fu tutt'altro che buona. Nonostante giocò 76 partite in RS Mozgov ebbe un minutaggio minore rispetto all'anno passato (dovuto anche a un infortunio all'inguine), e in più, sempre a sfavore di Mozgov, a seguito dell'esonero dell'allenatore David Blatt e il conseguente arrivo di Tyronn Lue, il cestista russo perse il posto in favore di Tristan Thompson (ala grande che Lue adattò al ruolo di centro). A fine anno in totale di 76 partite ne disputò 48 da titolare.
Nonostante tutto la squadra arrivò prima nella Eastern Conference e nei playoffs dopo aver eliminato in ordine i Detroit Pistons, gli Atlanta Hawks (entrambe per 4-0) e i Toronto Raptors (4-2) i Cavs tornano a giocare le finali NBA e ancora una volta contro i Golden State Warriors. Questa volta furono i Cavaliers a prevalere sugli Warriors vincendo la serie per 4-3, dopo essere stati sotto 1-3 (prima squadra in assoluto a vincere le NBA Finals in questo modo). Timo diventò così il primo giocatore di basket russo di tutti i tempi (insieme al compagno di squadra Saša Kaun) ad aver vinto il Campionato NBA. Mozgov comunque su 21 partite nei PO ne giocò 13, di cui nessuna da titolare. A fine anno, il suo contratto andò a scadenza e la dirigenza dei Cavs decise di non rinnovarlo.

#### Los Angeles Lakers (2016-2017)
Dopo che i New York Knicks manifestarono un interesse per riportarlo nella Grande Mela, il 9 luglio 2016 firmò un contratto quadriennale a 64 milioni di dollari con i Los Angeles Lakers.
Esordì con i Lakers in gare ufficiali nella prima gara della stagione NBA 2016-2017 contro gli Houston Rockets vinta dai gialloviola 120-114. Il 4 gennaio 2017 nella partita interna vinta 116-102 contro i Memphis Grizzlies mise a segno 14 punti. Cinque giorni dopo segnò 15 punti nella gara vinta in casa per 111-95 contro gli Orlando Magic. Dopo la pausa per l'All-Star Game i Lakers effettuarono un radicale cambio dirigenziale: il Presidente diventa l'Hall Of Famer e leggenda dei Los Angeles Lakers (da giocatore soprattutto) Magic Johnson che rilevò il posto di Jim Buss, mentre l'agente Robert Pelinka diventò il nuovo G.M. della squadra rilevando il posto di Mitch Kupchak. Di questo Mozgov ne risentì in quanto venne messo fuori dalle rotazioni del coach dei gialloviola Luke Walton ritrovandosi dietro al promettente rookie Ivica Zubac (32ª scelta assoluta al Draft NBA 2016) e Tarik Black. Il 14 marzo 2017 venne deciso che Mozgov non avrebbe giocato più nessuna partita durante la stagione per prevenire infortuni del russo e per far affermare i giovani. Mozgov concluse la stagione con 54 partite disputate (di cui 52 da titolare), tenendo un totale di 7,4 punti di media a partita.
Il suo contratto venne successivamente definito come uno dei peggiori della free agency 2016, se non addirittura uno dei peggiori nella storia della free agency.

#### Brooklyn Nets (2017-2018)
Il 21 giugno 2017 venne ceduto dai Lakers (insieme a D'Angelo Russell) ai Brooklyn Nets in cambio di Brook Lopez e la scelta numero 27 al Draft NBA 2017. Tuttavia ai Nets Mozgov giocò poco, anche a causa di infortuni, e a fine anno espresse il proprio malumore per il poco spazio trovato facendo intendere di non disdegnare un'eventuale cessione a un'altra franchigia NBA.

#### Orlando Magic (2018-2019)
Il 20 giugno 2018 viene ceduto via trade agli Charlotte Hornets in cambio di Dwight Howard, due scelte al Draft e un conguaglio economico.
Il 7 luglio 2018, ancor prima che potesse esordire con la franchigia della Carolina del Nord, venne ceduto agli Orlando Magic in una trade a 3 squadre che coinvolse anche i Chicago Bulls.
Tuttavia in stagione non giocò nessuna partita per via di un infortunio al ginocchio destro che in gennaio lo costrinse a operarsi. Il 6 luglio 2019 venne tagliato dalla franchigia della Florida che decise di spalmare il suo contratto nelle 3 stagioni successive.

### Ritorno in Europa (2019-2022)

#### Chimki (2019-2021)
Il 31 luglio 2019 tornò a giocare in Europa firmando per il Chimki, ultima squadra in cui giocò prima di andare in NBA.

### Nazionale

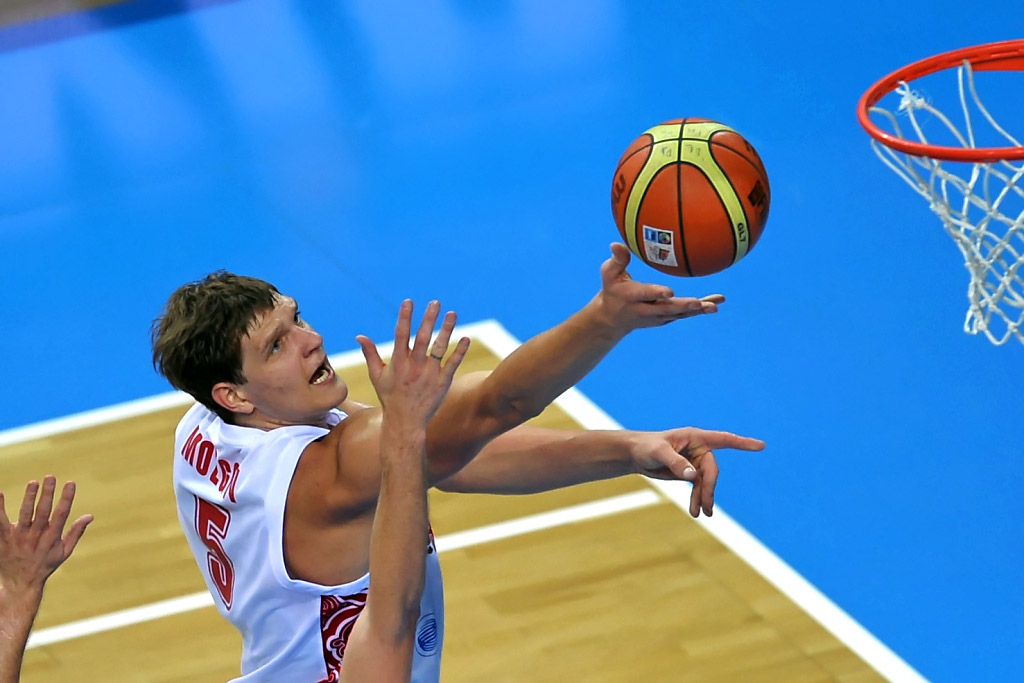
Mozgov con la Nazionale russa

Dal 2009 ha giocato stabilmente con la Nazionale russa con la quale ha disputato 3 europei (2009, 2011, 2017), 1 Mondiale (2010) e 1 Olimpiade (2012). Al Mondiale 2010 fu il giocatore più falloso della competizione con 31 falli commessi.

## Statistiche

### NBA

#### Regular Season
| Anno       | Squadra             | PG  | PT  | MP   | TC%  | 3P%  | TL%  | RP  | AP  | PRP | SP  | PP   |
| ---------- | ------------------- | --- | --- | ---- | ---- | ---- | ---- | --- | --- | --- | --- | ---- |
| 2010-2011  | N.Y. Knicks         | 34  | 14  | 13,5 | 46,4 | 0,0  | 70,5 | 3,1 | 0,4 | 0,4 | 0,7 | 4,0  |
| 2010-2011  | Denver Nuggets      | 11  | 0   | 6,0  | 52,4 | 0,0  | 75,0 | 1,5 | 0,0 | 0,1 | 0,2 | 2,5  |
| 2011-2012  | Denver Nuggets      | 44  | 35  | 15,6 | 52,6 | 0,0  | 68,4 | 4,1 | 0,5 | 0,3 | 1,0 | 5,4  |
| 2012-2013  | Denver Nuggets      | 41  | 1   | 8,9  | 50,6 | 0,0  | 76,9 | 2,6 | 0,2 | 0,1 | 0,4 | 2,6  |
| 2013-2014  | Denver Nuggets      | 82  | 30  | 21,6 | 52,3 | 16,7 | 75,4 | 6,4 | 0,8 | 0,3 | 1,2 | 9,4  |
| 2014-2015  | Denver Nuggets      | 35  | 35  | 25,6 | 50,4 | 33,3 | 73,3 | 7,8 | 0,5 | 0,4 | 1,2 | 8,5  |
| 2014-2015  | Cleveland Cavaliers | 46  | 45  | 25,0 | 59,0 | 0,0  | 70,8 | 6,9 | 0,8 | 0,4 | 1,2 | 10,6 |
| 2015-2016† | Cleveland Cavaliers | 76  | 48  | 17,4 | 56,5 | 14,3 | 71,6 | 4,4 | 0,4 | 0,3 | 0,8 | 6,3  |
| 2016-2017  | L.A. Lakers         | 54  | 52  | 20,4 | 51,5 | 0,0  | 80,8 | 4,9 | 0,8 | 0,3 | 0,6 | 7,4  |
| 2017-2018  | Brooklyn Nets       | 31  | 13  | 11,6 | 55,9 | 22,2 | 76,7 | 3,2 | 0,4 | 0,2 | 0,4 | 4,2  |
| Carriera   | Carriera            | 454 | 273 | 18,0 | 53,5 | 19,0 | 73,8 | 4,9 | 0,6 | 0,3 | 0,8 | 6,8  |

#### Play-off
| Anno     | Squadra             | PG | PT | MP   | TC%  | 3P% | TL%  | RP  | AP  | PRP | SP  | PP   |
| -------- | ------------------- | -- | -- | ---- | ---- | --- | ---- | --- | --- | --- | --- | ---- |
| 2012     | Denver Nuggets      | 7  | 5  | 14,1 | 48,0 | 0,0 | 50,0 | 3,3 | 0,4 | 0,3 | 0,9 | 4,0  |
| 2015     | Cleveland Cavaliers | 20 | 20 | 26,5 | 50,0 | 0,0 | 79,0 | 7,3 | 0,7 | 0,4 | 1,8 | 10,6 |
| 2016†    | Cleveland Cavaliers | 13 | 0  | 5,8  | 40,0 | 0,0 | 75,0 | 1,6 | 0,2 | 0,2 | 0,2 | 1,2  |
| Carriera | Carriera            | 40 | 25 | 17,6 | 48,9 | 0,0 | 76,3 | 4,8 | 0,5 | 0,3 | 1,1 | 6,4  |

#### Massimi in carriera
- Punti: 28 vs Golden State Warriors (11 giugno 2015)[39]
- Rimbalzi: 29 vs Golden State Warriors (10 aprile 2014)
- Assist: 4 (2 volte)
- Palle rubate: 4 vs Chicago Bulls (20 novembre 2016)
- Stoppate: 5 (4 volte)
- Minuti giocati: 49 vs. Toronto Raptors (8 dicembre 2014)

### Eurolega
| Anno      | Squadra  | PG | PT | MP   | TC%  | 3P% | TL%  | RP  | AP  | PRP | SP  | PP  |
| --------- | -------- | -- | -- | ---- | ---- | --- | ---- | --- | --- | --- | --- | --- |
| 2009-2010 | Chimki   | 16 | 3  | 13,6 | 50,6 | -   | 62,1 | 4,1 | 0,1 | 0,3 | 0,9 | 6,0 |
| Carriera  | Carriera | 16 | 3  | 13,6 | 50,6 | -   | 62,1 | 4,1 | 0,1 | 0,3 | 0,9 | 6,0 |

## Palmarès
- Campionato NBA: 1

Cleveland Cavaliers: 2016
- Coppa di Russia: 1

Chimki: 2007-08